# Cnemarchus erythropygius
Gaúcho-d'uropígio-vermelho ou papa-moscas-de-lombo-vermelho (Cnemarchus erythropygius) é uma espécie de ave da família Tyrannidae.
Pode ser encontrada nos seguintes países: Bolívia, Colômbia, Equador e Peru.
Os seus habitats naturais são: regiões subtropicais ou tropicais húmidas de alta altitude e campos de altitude subtropicais ou tropicais.